# Thomas Reck
Thomas Werner Reck (* 16. Januar 1964 in Ulm) ist ein ehemaliger deutscher Hockeyspieler und zweimaliger Silbermedaillengewinner bei Olympischen Spielen.
Thomas Reck spielte während seiner Karriere für den Münchner SC. 1982 gehörte Reck zum deutschen Aufgebot bei der Juniorenweltmeisterschaft in Kuala Lumpur, bei der die deutsche Mannschaft den Titel gewann. Im Oktober 1982 debütierte er in der deutschen Hockeynationalmannschaft. Sein erster großer Erfolg war die Bronzemedaille bei der Europameisterschaft 1983. 1984 siegte Reck mit der deutschen Mannschaft bei der Halleneuropameisterschaft. Bei den Olympischen Spielen 1984 in Los Angeles standen mit dem zehn Jahre älteren Reinhard Krull und Thomas Reck zwei Spieler für die Rechtsaußenposition im deutschen Aufgebot, die sich abwechselten. Auch im Finale gegen Pakistan, das die deutsche Mannschaft mit 1:2 verlor, wirkten beide Spieler mit. Thomas Reck gewann 1986 bei der Weltmeisterschaft in London ebenso die Bronzemedaille, wie bei der Europameisterschaft 1987 in Moskau. 1988 in Seoul, verlor Reck erneut ein olympisches Finale, diesmal gegen die britische Mannschaft. Insgesamt wirkte Thomas Reck von 1982 bis 1991 in 193 Länderspielen mit, davon 29 in der Halle.